# 跨大西洋关系

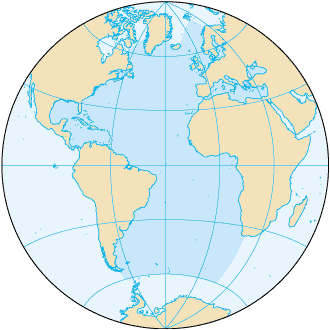
大西洋沿岸地区图

跨大西洋关系（英語：Transatlantic relations）指一系列位于大西洋两岸国家的历史，文化，政治，经济和社会的国际关系。 有时，其特指大西洋两岸间英语圈国家（如美国及加拿大）与特定欧洲国家（如英国）或相关国际组织间的关系。

## 定义

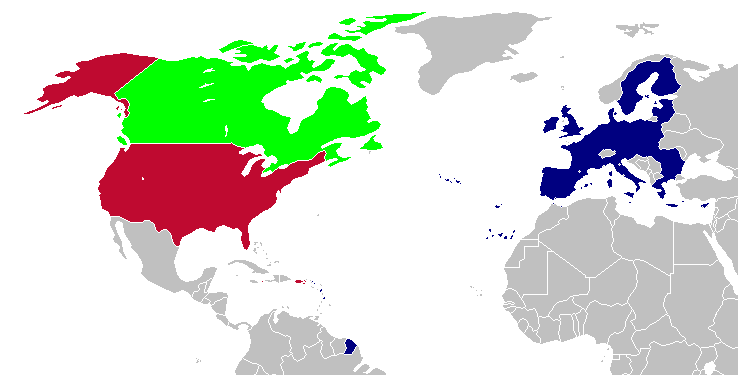
跨大西洋关系的某种潜在定义之诠释所涵盖的地区。 美国（红色），加拿大（绿色），欧盟（蓝色）。（此定义排除了非欧盟成员国的欧洲国家以及拉丁美洲和非洲的沿岸国家）

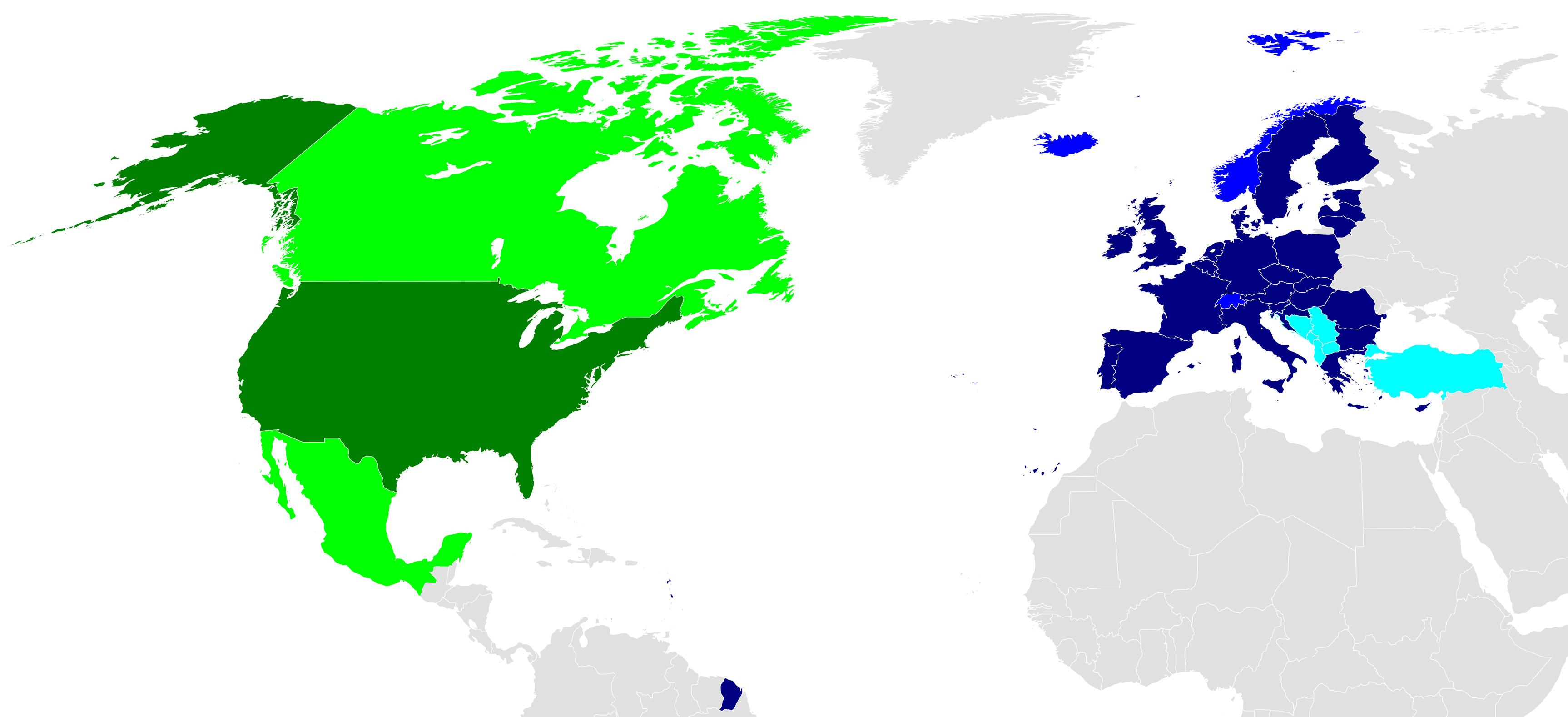
在美国和欧盟之间可能建立的跨大西洋自由贸易区。该地图显示了其潜在成员：美國-墨西哥-加拿大協定，欧洲自由贸易区和未来的欧盟成员。

跨大西洋关系可以指多个独立国家之间的关系，也可以指国家组或国际组织与其他组或国家之间或一个组内的关系，如北约内部关系或加拿大与北约的关系。  
- 北约内部关系

国际组织间关系： 
- 欧盟与（美國-墨西哥-加拿大協定）间关系
- 欧洲自由贸易区与（美國-墨西哥-加拿大協定 ）间关系
- 跨大西洋自由贸易区 （理论）
- CARIFORUM- 欧洲委员会（ 经济伙伴关系协定 ）间关系

国际组织与国家间关系：
- 美欧关系
- 加拿大-EFTA自由贸易协定[1] [2]

国家间关系： 
- 德美关系
- 加法关系

文化及语言间关系： 
- 英联邦
- 葡萄牙语国家共同体
- 荷兰联盟
- 法语国家
- 拉丁美洲联盟

## 历史

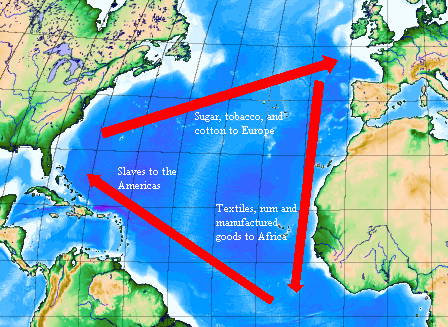
北大西洋曾出现过的三角贸易体系

美洲与欧洲间的早期关系建立在殖民主义与重商主义的历史之上，美洲大陆上的主要国家最早均可溯源至欧洲国家所建立的殖民地，其文明形态相较于前哥伦布时期的美洲文明有较大的不同；在美国独立后，欧洲与美洲地区间仍保持着单向移民的关系。
近代，美国在大部分时间内实行门罗主义与孤立主义，意图与欧洲保持一定的距离，而加拿大因其为大英帝国的自治领，因此其外交政策主要围绕宗主国进行。第一次世界大战期间，美国首次参与在欧洲发生的战争并介入欧洲事务，美国总统伍德罗·威尔逊在战后的巴黎和会上提出十四点和平原则，一定程度促使了欧洲民族主义国家的独立以及欧洲地缘政治的重塑。
第二次世界大战爆发后，尽管美国总统富兰克林·罗斯福意图加入战争，但美国国内大部分民众在经历了第一次世界大战后出现孤立主义，因此直到1941年日本对美国发动偷袭珍珠港，美国才正式参战。
第二次世界大战结束后，由于苏联在东欧的扩张和东方阵营的崛起，美国与加拿大均开始介入欧洲防务，其结果便是北大西洋公约组织的建立。

## 实际国际关系
|                             | 欧洲联盟           | 欧洲联盟           | 欧洲联盟   | 北大西洋公约组织成员国 | 共同军备合作组织 成员 |
| 欧盟成员国 （加入欧盟时间） | 共同安全与防务政策 | 共同安全与防务政策 |            | 北大西洋公约组织成员国 | 共同军备合作组织 成员 |
| 欧盟成员国 （加入欧盟时间） | 欧盟事务参与责任   | 永久合作架构       |            | 北大西洋公约组织成员国 | 共同军备合作组织 成员 |
| --------------------------- | ------------------ | ------------------ | ---------- | ---------------------- | --------------------- |
| 阿尔巴尼亚                  | 否                 | 否                 | 否         | 2009年                 | 否                    |
| 奥地利                      | 1995年加入         | 创始成员国         | 创始成员国 | 否                     | 否                    |
| 比利时                      | 创始成员国         | 创始成员国         | 创始成员国 | 创始成员国             | 2003年                |
| 保加利亚                    | 2007年             | 2007年             | 创始成员国 | 2004年                 | 否                    |
| 加拿大                      | 否                 | 否                 | 否         | 创始成员国             | 否                    |
| 賽普勒斯                    | 2004年             | 2007年             | 创始成员国 | 否                     | 否                    |
|                             | 2013年             | 2013年             | 创始成员国 | 2009年                 | 否                    |
| 捷克                        | 2004年             | 2004年             | 创始成员国 | 1999年                 | 否                    |
| 丹麦                        | 1973年             | 部分参与           | 2022年     | 创始成员国             | 否                    |
| 爱沙尼亚                    | 2004年             | 2004年             | 创始成员国 | 2004年                 | 否                    |
| 芬兰                        | 1995年             | 创始成员国         | 创始成员国 | 已簽署北約加入協議     | 部分参与              |
| 法國                        | 创始成员国         | 创始成员国         | 创始成员国 | 创始成员国             | 创始成员国            |
| 德国                        | 创始成员国         | 创始成员国         | 创始成员国 | 1955年                 | 创始成员国            |
| 希腊                        | 1981年             | 创始成员国         | 创始成员国 | 1952年                 | 否                    |
| 匈牙利                      | 2004年             | 2004年             | 创始成员国 | 1999年                 | 否                    |
| 冰島                        | 否                 | 否                 | 否         | 创始成员国             | 否                    |
| 愛爾蘭                      | 1973年             | 创始成员国         | 创始成员国 | 否                     | 否                    |
| 義大利                      | 创始成员国         | 创始成员国         | 创始成员国 | 创始成员国             | 创始成员国            |
| 拉脫維亞                    | 2004年             | 2004年             | 创始成员国 | 2004年                 | 否                    |
| 立陶宛                      | 2004年             | 2004年             | 创始成员国 | 2004年                 | 部分参与              |
| 盧森堡                      | 创始成员国         | 创始成员国         | 创始成员国 | 创始成员国             | 部分参与              |
| 馬爾他                      | 2004年             | 2004年             | 否         | 否                     | 否                    |
| 蒙特內哥羅                  | 否                 | 否                 | 否         | 2017年                 | 否                    |
| 荷蘭                        | 创始成员国         | 创始成员国         | 创始成员国 | 创始成员国             | 部分参与              |
| 北馬其頓                    | 否                 | 否                 | 否         | 2020年                 | 否                    |
| 挪威                        | 否                 | 欧洲防御局成员     | 否         | 创始成员国             | 否                    |
| 波蘭                        | 2004年             | 2004年             | 创始成员国 | 1999年                 | 部分参与              |
| 葡萄牙                      | 1986年             | 创始成员国         | 创始成员国 | 创始成员国             | 否                    |
| 羅馬尼亞                    | 2007年             | 2007年             | 创始成员国 | 2004年                 | 否                    |
| 塞爾維亞                    | 否                 | 欧洲防御局成员     | 否         | 否                     | 否                    |
| 斯洛伐克                    | 2004年             | 2004年             | 创始成员国 | 2004年                 | 否                    |
| 斯洛維尼亞                  | 2004年             | 2004年             | 创始成员国 | 2004年                 | 否                    |
| 西班牙                      | 1986年             | 创始成员国         | 创始成员国 | 1982年                 | 创始成员国            |
| 瑞典                        | 1995年             | 创始成员国         | 创始成员国 | 已簽署北約加入協議     | 部分参与              |
| 瑞士                        | 否                 | 欧洲防御局成员     | 否         | 否                     | 否                    |
| 土耳其                      | 否                 | 否                 | 否         | 1952年                 | 部分参与              |
| 乌克兰                      | 否                 | 欧洲防御局成员     | 否         | 否                     | 否                    |
| 英国                        | 否                 | 否                 | 否         | 创始成员国             | 创始成员国            |
| 美国                        | 否                 | 否                 | 否         | 创始成员国             | 否                    |